# Aarne Anttila
Aarne Armas Anttila (till 1906 Andelin),  född 24 april 1892 i Lahtis, död 16 oktober 1952 i Helsingfors, var en finländsk litteraturhistoriker.
Anttila blev filosofie doktor 1922. Han var lärare i finska vid Grankulla samskola 1914–1927, sekreterare i Finska litteratursällskapet 1927–1952 och samtidigt professor i inhemsk litteratur vid Helsingfors universitet 1947–1952 (docent 1928–1947) samt ordförande i studentexamensnämnden från 1948.
Anttilas huvudverk var en stor biografi över Elias Lönnrot, utgiven i två band 1931–1935.